# Hebe franciscana
Hebe franciscana là một loài thực vật có hoa trong họ Mã đề. Loài này được (Eastw.) Souster mô tả khoa học đầu tiên năm 1958.